# Ahvenlammi (sjö i Finland)
Ahvenlammi är en sjö i Finland. Den ligger i kommunen Jämsä i landskapet Mellersta Finland, i den södra delen av landet, 190 km norr om huvudstaden Helsingfors. Ahvenlammi ligger 105 meter över havet. I omgivningarna runt Ahvenlammi växer i huvudsak blandskog. Arean är 1 hektar och strandlinjen är 0,42 kilometer lång. Sjön  ingår i Kymmene älvs huvudavrinningsområde. 